# Малі Негновичі
Малі Негновичі (біл. вёска Малыя Негнавічы) — село в складі Борисовського району Мінської області, Білорусь. Село підпорядковане Лошницькій сільській раді, розташоване в північно-східній частині області.